# 242
| 242                |
| ------------------ |
| Dødsfald - Fødsler |
|                    |

| Gregoriansk kalender | 242 CCXLII              |
| Ab urbe condita      | 995                     |
| Armensk kalender     | I/T                     |
| Kinesiske kalender   | 2938 – 2939 辛酉 – 壬戌 |
| Etiopisk kalender    | 234 – 235               |
| Jødisk kalender      | 4002 – 4003             |
| Hindukalendere       |                         |
| - Vikram Samvat      | 297 – 298               |
| - Shaka Samvat       | 164 – 165               |
| - Kali Yuga          | 3343 – 3344             |
| Iransk kalender      | 380 BP – 379 BP         |
| Islamisk kalender    | 392 BH – 391 BH         |

Se også 242 (tal)

## Sport
| År | Spire Denne artikel om et år, årti, århundrede eller årtusinde er en spire som bør udbygges. Du er velkommen til at hjælpe Wikipedia ved at udvide den. |